# Aus tiefer Not schrei ich zu dir
Aus tiefer Not schrei ich zu Dir (Du fond de ma détresse je crie vers toi), BWV 38, est une cantate chorale religieuse de Johann Sebastian Bach, composée à Leipzig en 1724.
Les préludes de choral pour orgue BWV 686 (à six voix avec double pédale et cantus firmus au ténor) et BWV 687 extraites du Clavier-Übung III sont basées sur le même thème.

## Histoire et livret
Cette cantate fait partie du deuxième cycle annuel de cantates et fut composée pour le vingt et unième dimanche après la Trinité. Pour cette destination liturgique, trois autres cantates ont franchi le seuil de la postérité : les BWV 98, 109 et 188. Bach la dirigea le 29 octobre 1724 pour la première fois. La cantate est basée sur le choral de Martin Luther Aus tiefer Not schrei ich zu dir, une paraphrase du Psaume 130 (129),.  
Les lectures prescrites pour ce dimanche étaient Eph 6: 10-17 et Jean 4: 46-54.
Le texte du choral reste inchangé dans les premier et dernier mouvements. Un auteur inconnu a paraphrasé les trois autres versets du choral pour les mouvements deux à cinq.
Le thème du choral Aus tiefer Not schrei ich zu dir, attribué à Martin Luther, a été publié à Wittenberg en 1524 dans les « Achtliederbuch », le premier livre de chants luthériens.

## Structure et instrumentation
La cantate est écrite pour deux hautbois, quatre trombones, deux violons, alto, basse continue (spécifiquement avec basson, violone, violoncelle et orgue) avec quatre voix solistes (soprano, alto, ténor, basse) et chœur à quatre voix.
Il y a six mouvements :
1. chœur (choral) : Aus tiefer Not schrei ich zu dir.
2. récitatif (alto) : In Jesu Gnade wird allein
3. aria (ténor) : Ich höre mitten in den Leiden
4. récitatif (soprano) : Ach! Dass mein Glaube noch so schwach
5. aria (trio soprano, alto, basse) : Wenn meine Trübsal als mit Ketten
6. choral : Ob bei uns ist der Sünden viel

## Sources
- (en) Cet article est partiellement ou en totalité issu de l’article de Wikipédia en anglais intitulé « Aus tiefer Not schrei ich zu dir, BWV 38 » (voir la liste des auteurs).
- Gilles Cantagrel, Les cantates de J.-S. Bach, Paris, Fayard, mars 2010, 1665 p.  (ISBN 978-2-213-64434-9)